# Копнино (Богородский район)
Копнино — деревня в Богородском районе Нижегородской области. Входит в состав Доскинского сельсовета.
Численность населения небольшая, в зимний период не больше 10 семей проживающих, летом большой наплыв дачников и огородников. Рядом находится железная дорога, которая следует направление Нижний Новгород — Металлист. в 1995 году деревня совсем пришла в упадок, был разрушен Конный двор, в 1998 году разрушен свинарник, в 2009 −2010 идет его полное восстановление, в 2015 году остановлена работа водонапорной башни, но в 2019 году запланирована газификация. Магазинов в деревне нет, приезжает несколько раз в неделю машина из Богородска, привозит необходимые продукты питания, школы и детского сада тоже нет, школа находится в 3-4 км от деревни, добираться нужно пешком или на личном автомобиле, автобусы не ходят. Дорога до въезда в деревню сначала асфальтированная, потом начинается разбитый грунт. Сама деревня, частично засыпана щебнем, есть разбитая грунтовка.
В деревне две улицы: Железнодорожная и Луговая.
Деревня расположена на холме, бурение скважины до воды порядка 40 м. Газификация по деревне сделана, началась разводка коммуникаций в домах, электричество есть.
Несмотря на упадок цивилизации в деревне, сама деревушка обладает необычайной энергетикой. Она очень живописна в летний период. На въезде в деревню располагается пожарный пруд, где плавают утки, неподалёку волшебная березовая роща. В деревне практически нет коттеджных застроек, в основном это старые, а некоторые и старинные, дома.
По словам местных жителей, на центральном месте деревни стояла некогда барская усадьба с огромным вишневым садом. По этой причине там часто можно встретить кладоискателей. Достопримечательностью деревни является кедр, которому порядка 300 лет.